# 土屋俊明
土屋 俊明（つちや としあき、1932年2月6日 - 2024年6月2日）は、日本の元ラグビー選手、指導者。元日本ラグビーフットボール協会副会長。九州ラグビーフットボール協会会長。

## プロフィール
- 福岡県福岡市出身。
- 主なポジションはスクラムハーフ(SH)。
- 日本代表キャップは12。

## 経歴
福岡中学（現・福岡県立福岡高等学校）、明治大学卒業。福岡中学時代には全国大会優勝、福岡高校時代（学制改革に伴い学校名変更）には全国大会準優勝を経験。その後明治大学ラグビー部に進学・入部。大学から頭角を現し、100m11秒00の俊足を武器に1952年～1959年までの8年間ラグビー日本代表となり、この間、日本代表の主将も6年経験。
1952年のオックスフォードとの第2戦では、兄の英明（福岡高校→明治大学→大映）と共に、日本代表初キャップを兄弟で同じ試合で出場し、獲得するという日本初の快挙を達成。オーストラリア学生選抜戦にオール明大として出場し、それまで国際試合では連敗が続いていたが、土屋の逆転トライにより12-11のスコアで勝利をおさめる。オックスフォード・ケンブリッジ大連合軍と明治大学主将として対戦。
1954年に八幡製鐵（現・日本製鉄）へ入社し、全国社会人大会優勝5回、第一回NHK杯（後の日本選手権）で優勝し八幡製鐵の全国優勝に貢献。八幡製鐵時代は宮井国夫（北見北斗高校→明治大学→八幡製鐵）とコンビを組む。
現役引退後、日本ラグビー協会の副会長・評議員・顧問などを歴任。
2024年6月2日に死去。92歳没。死因は心不全。